# Giovanni Batista Hodierna
Giovanni Batista Hodierna (ur. 13 kwietnia 1597 w Ragusie, zm. 6 kwietnia 1660 w Palma di Montechiaro) – włoski astronom, ksiądz, nauczyciel matematyki i astronomii. Interesował się też innymi dziedzinami nauki: filozofią przyrody, fizyką, botaniką itp.
Sporządził wydany w 1654 roku katalog zawierający ponad 40 obiektów mgławicowych. Około 25 z nich można zaobserwować (są to głównie gromady otwarte), reszta to albo asteryzmy, albo ich opis i położenie podano niedokładnie i nie da się ich zidentyfikować. Dwanaście z nich to obiekty nowo odkryte przez Hodiernę (Messier 33, NGC 752, Messier 34, Messier 36, Messier 37, Messier 38, Messier 47, Gromada Motyl, Mgławica Laguna, NGC 2362, NGC 6231 i NGC 6530). Praca ta przez kilka wieków (aż do 1985 roku) pozostawała zapomniana i nie była znana społeczności astronomów.
Napisał kilka prac opisujących ciała Układu Słonecznego, w tym znaną – Protei caelestis vertigines sev. Saturni systema – dotyczącą Saturna, opublikowaną w 1657 roku. Obserwował komety.
Na jego cześć jedną z planetoid nazwano (21047) Hodierna.